# José Porozo
José Porozo (Esmeraldas, Ecuador, 12 de febrero de 1996) es un futbolista ecuatoriano. Juega de delantero y su equipo actual es Vargas Torres de la Serie B de Ecuador.

## Trayectoria
José Porozo fue observado por el Manta Fútbol Club cuando estuvo jugando en la selección de Esmeraldas y luego este lo adquirió en el 2014. Lo reclutó a sus reservas, donde jugó 13 partidos y convirtió 3 goles. En el 2015 Jefferson Huerta lo convoca para el primer partido de la Serie B de Ecuador de visita frente al Deportivo Azogues. Allí pudo debutar en el segundo tiempo.

## Clubes
| Club                   | País    | Año       |
| ---------------------- | ------- | --------- |
| Manta F. C.            | Ecuador | 2014-2017 |
| Imbabura S. C.         | Ecuador | 2017      |
| Canteras del Jubones   | Ecuador | 2018      |
| Consejo Provincial     | Ecuador | 2019      |
| Atlético Porteño       | Ecuador | 2020      |
| Emanuel S. C.          | Ecuador | 2021      |
| Atlético Santo Domingo | Ecuador | 2022      |
| Liga de Portoviejo     | Ecuador | 2022      |
| Río Babahoyo           | Ecuador | 2023-2024 |
| Vargas Torres          | Ecuador | 2025-act. |